# Улица Кириллова
Улица Кириллова — улица в Старой Руссе. Проходит через исторический центр города от Соборной площади (Гостинодворской улицы) до набережной Штыкова.

## История

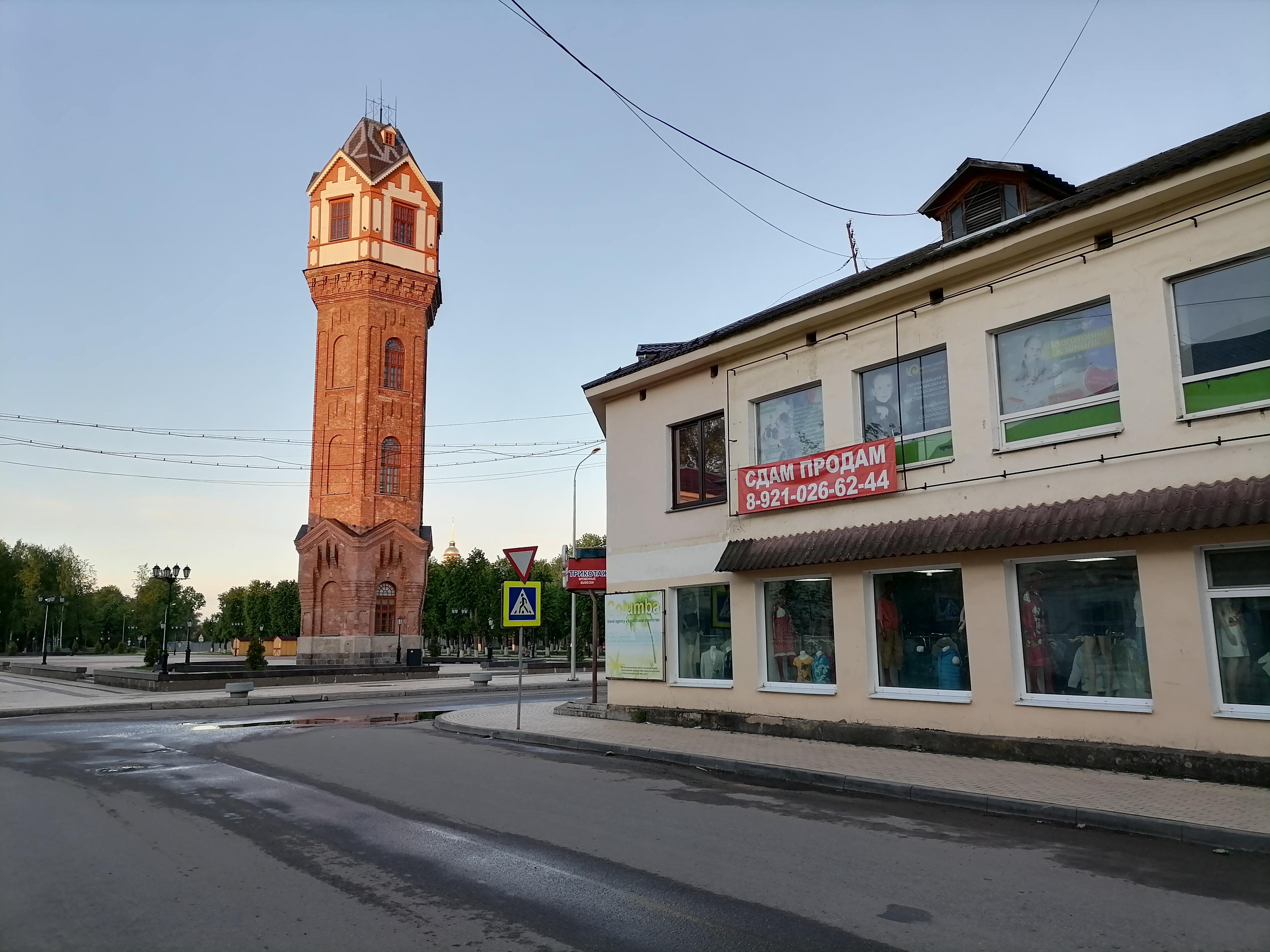
Выход улицы к Соборной площади

Первоначальное название, Булина, по фамилии местного домовладельца.
С установлением советской власти была переименована в улицу Пролеткульта, так как в зданиях у пересечений с улицами Энгельса (ныне — Гостинодворская) и Володарского (ныне — Александровская) разместились детский дом культуры и молодежный клуб им. Володарского.
В годы Великой Отечественной войны все дома на улице были разрушены.
Современное название в честь организатора уездной газеты «Известия Старорусского Совета рабочих, солдатских и крестьянских депутатов» Петра Кирилловича Кириллова (1892—1920), после окончания Великой Отечественной войны д. 3 по улице занимала городская типография. Газета выходила с 6 марта 1918 года, позднее не раз меняла свои названия — «Старорусская коммуна», «Красный пахарь», «Смычка», «Трибуна», «Старорусская правда», на короткое время «Красное знамя».

## Достопримечательности
д. 2 — бывшая фабрика 
д. 3/4 — здание городского училища 
д. 6 — бывший дом Александровой 
д. 12/5 — бывший дом Полянского 